# 敘利亞-瑪拉巴禮天主教戈勒克布爾教區
敘利亞-瑪拉巴禮天主教戈勒克布爾教區（拉丁語：Eparchia Gorakhpurensis）是東儀天主教的一個教區（敘利亞－瑪拉巴禮），位於印度北方邦東北部，受天主教阿格拉总教区管轄。
1984年6月19日升為教區。2009年有教友3,230名，佔轄區總人口少於百分之0.1。由五十七名司鐸名管理三十一個堂區。現任教區主教多默·圖魯蒂馬塔姆。